# Elite Systems
Elite Systems es una empresa británica de desarrollo y distribución de videojuegos especializada en conversiones a sistemas domésticos de máquinas recreativas.

## Historia
La empresa nació en 1984 bajo el nombre de Richard Wilcox Software. En la actualidad sigue funcionando, habiéndose especializado en videojuegos para teléfonos móviles (especialmente conversiones de los clásicos sobre los que mantiene sus derechos).
El 31 de diciembre de 2013 lanzaron una campaña de kickstarter para comercializar un teclado Bluetooth inspirado en el Sinclair ZX Spectrum 48k para dispositivos Android e IOS y que sería compatible con los juegos que distribuyen para estos dispositivos.

## Títulos más destacados
| - 1942 - 3DC - 911TS - A Question of Sport - Ace - Ace2 - Airwolf - Airwolf 2 - Aquablast - Battleships - Batty - Beyond the Ice Palace - Blue Thunder - Bomb Jack - Bomb Jack II - Buggy Boy - Chain Reaction - Combat Lynx - Commando - Complete Onside Soccer - Critical Mass - Deep Strike - Dirt Racer - Dogs of War - Dr. Franken - Dr. Franken II | - Dragon's Lair - Dragons Lair: The Legend - Dukes of Hazzard - European Championship 1992 - Fall Guy - First Strike - Ford Racing - Frank Bruno's Boxing - Ghosts'n Goblins - Grand National - Grand Touring - Gremlins 2: The New Batch - Harrier Attack - Hoppin' Mad - Hybrid - Ikari Warriors - Joe and Mac - Kokotoni Wilf - Last Battle - Live And Let Die - Mighty Bombjack - Mike Read's Computer Pop Quiz - Nintendo Soccer - On The Tiles - Onside Complete Soccer - Overlander | - Paperboy - Passing Shot - Roller Coaster - Saboteur! - Saboteur II - Scooby Doo - Sigma 7 - Space Academy - Space Harrier - Spitfire - Storm Warrior - Strikepoint - Striker (con Rage Software) - Supertrux - Test Drive Off-Road - Thanatos - The Fidgetts - ThunderCats - Tournament Golf - Turbo Esprit - Virtuoso - Wanderer 3D - World Championship Soccer - World Cup Striker |